# Condado de Clark (Kansas)
El condado de Clark (en inglés: Clark County) es un condado en el estado estadounidense de Kansas. En el censo de 2000 el condado tenía una población de 2.390 habitantes. La sede de condado es Ashland. El condado fue fundado el 26 de febrero de 1867 y fue nombrado en honor a Charles F. Clarke.

## Geografía
Según la Oficina del Censo, el condado tiene un área total de 2.531 km² (977 sq mi), de la cual 2.524 km² (974 sq mi) es tierra y 7 km² (3 sq mi) (0,26%) es agua.

### Condados adyacentes
- Condado de Ford (norte)
- Condado de Kiowa (noreste)
- Condado de Comanche (este)
- Condado de Harper, Oklahoma (sureste)
- Condado de Beaver, Oklahoma (suroeste)
- Condado de Meade (oeste)

## Autopistas importantes
- U.S. Route 54
- U.S. Route 160
- U.S. Route 183
- U.S. Route 283
- Ruta Estatal de Kansas 34

## Demografía
En el  censo de 2000, hubo 2.390 personas, 979 hogares y 676 familias residiendo en el condado. La densidad poblacional era de 2,4 personas por milla cuadrada (0,9/km²). En el 2000 había 1.111 unidades habitacionales en una densidad de 1,1 por milla cuadrada (0,4/km²). La demografía del condado era de 95,77% blancos, 0,25% afroamericanos, 1,13% amerindios, 0,08% asiáticos, 1,88% de otras razas y 0,88% de dos o más razas. 4,02% de la población era de origen hispano o latino de cualquier raza. 
La renta promedio para un hogar del condado era de $33.857 y el ingreso promedio para una familia era de $40.521. En 2000 los hombres tenían un ingreso medio de $27.321 versus $20.833 para las mujeres. La renta per cápita para el condado era de $17.795 y el 12,70% de la población estaba bajo el umbral de pobreza nacional.

## Ciudades y pueblos
- Ashland
- Englewood
- Minneola
- Sitka